# Madrepora
Madrepora Linnaeus, 1758 è un genere di esacoralli della famiglia Oculinidae..

## Tassonomia
Comprende le seguenti specie:
- Madrepora arbuscula (Moseley, 1881)
- Madrepora astroites Forskål, 1775
- Madrepora carolina (Pourtalès, 1871)
- Madrepora minutiseptum Cairns & Zibrowius, 1997
- Madrepora oculata Linnaeus, 1758
- Madrepora porcellana (Moseley, 1881)